# Єлперчукйоль
Елперчукйо́ль або Елперчу́к-Йоль або Елперчук'є́ль (рос. Елперчукъёль, Елперчук-Ёль, Елперчукъель) — річка в Республіці Комі, Росія, права притока річки Пирс'ю, лівої притоки річки Ілич, правої притоки річки Печора. Протікає територією Троїцько-Печорського району.
Річка починається на південно-західних схилах гори Макар-Із (висота 964 м). Протікає на північний захід, південь та південний схід. У нижній течії на лівому березі знаходиться гора Елперчук-Йоль-Із (висота 714 м).